# 蒙特斯佩尔托利
蒙特斯佩尔托利（義大利語：Montespertoli），是意大利佛罗伦斯省的一个市镇。总面积125.02平方公里，人口13412人，人口密度107.3人/平方公里（2009年）。ISTAT代码为048030。

## 友好城市
- 法國 埃佩尔奈